# 马斯德拉斯马塔斯
马斯德拉斯马塔斯，是西班牙阿拉贡自治区特鲁埃尔省的一个市镇。总面积30平方公里，总人口1272人（2018年），人口密度48人/平方公里。